# Lisa Martin
Lisa Frances Martin (z domu O’Dea, ur. 12 maja 1960 w Gawlerze) – australijska lekkoatletka, specjalizująca się w biegach długodystansowych i maratońskich, czterokrotna uczestniczka igrzysk olimpijskich w latach 1984, 1982, 1992 i 1996, srebrna medalistka olimpijska z 1988, z Seulu, w biegu maratońskim.
Była żona Yobesa Ondiekiego, występowała wówczas nazwiskiem Martin-Ondieki.

## Finały olimpijskie
- 1984 – Los Angeles, bieg maratoński – 7. miejsce
- 1988 – Seul, bieg maratoński – srebrny medal
- 1992 – Barcelona, bieg maratoński – nie ukończyła
- 1996 – Atlanta, bieg maratoński – nie ukończyła

## Inne osiągnięcia
- mistrzyni Australii w biegach na 10 000 m (1995, 1996) oraz półmaratonie (1988, 1991)[1]
- siedmiokrotna rekordzistka Australii na różnych dystansach[2]
- 1986 – Edynburg, Igrzyska Wspólnoty Narodów – złoty medal w biegu maratońskim
- 1988 – Osaka, maraton osakijski – 1. miejsce
- 1990 – Auckland, Igrzyska Wspólnoty Narodów – złoty medal w biegu maratońskim
- 1992 – Nowy Jork, Maraton Nowojorski – 1. miejsce

## Rekordy życiowe
- bieg na 5000 m – 15:28,16 – 04/02/1995
- bieg na 10 000 m – 31:11,72 – Helsinki 30/06/1992
- półmaraton – 1:09:39 – South Shields 08/06/1986
- maraton 2:23:51 – Osaka 31/01/1988